# Räncbärlär
Räncbärlär (azerbajdzjanska: Rəncbərlər; tidigare ryska: Ранджбарлар: Randzjbarlar) är en ort i Azerbajdzjan.   Den ligger i distriktet Ağcabädi, i den centrala delen av landet, 220 km väster om huvudstaden Baku. Räncbärlär ligger 67 meter över havet och antalet invånare är 2 062.
Terrängen runt Räncbärlär är platt. Närmaste större samhälle är Ağcabädi, 13,6 km öster om Räncbärlär.
Trakten runt Räncbärlär består till största delen av jordbruksmark. Runt Räncbärlär är det ganska tätbefolkat, med 62 invånare per kvadratkilometer.